# Yahoo! 360°
Yahoo! 360° – nieistniejący portal internetowy, będący częścią Yahoo!. Miał on zbliżoną formę do serwisów społeczności internetowej MySpace oraz Orkut. Portal umożliwiał tworzenie blogów, publikowanie zdjęć oraz wzajemną komunikację w ramach sieci społecznej.
Użytkownicy mogli m.in. zakładać własne strony internetowe, dzielić się z innymi fotografiami z Yahoo! Photos, prowadzić blogi, a także wiedzieć czy ich znajomi są w danym momencie dostępni online.
Serwis został założony 16 marca 2005 roku. Od 24 czerwca 2005 roku był dostępny dla wszystkich użytkowników Yahoo! powyżej osiemnastego roku życia, którzy zamieszkiwali Stany Zjednoczone, Wielką Brytanię, Francję, Niemcy, Kanadę, Australię, Japonię i Wietnam.
Yahoo! ogłosiło zamknięcie serwisu z dniem 13 lipca 2009.

## Integracja z innymi serwisami
Yahoo! 360° był ściśle związany z innymi serwisami Yahoo! tj.:
- Flickr
- Yahoo! Messenger
- Yahoo! Avatars
- Yahoo! Groups
- Yahoo! Local
- Yahoo! Shopping
- Yahoo! Travel
- Yahoo! Games
- Yahoo! Geocities
- LAUNCH